# Hipóstasis de los Arcontes
La Hipóstasis de los Arcontes es un texto que se ha conservado en un único testigo copto, constituyendo el tratado 4 del Códice II de Nag Hammadi (NHC II, 4, pp. 86, 20 – 97, 23). Está precedido por el Libro Secreto de Juan y los evangelios de Tomás y Felipe, y seguido por el Escrito sin Título y la Exégesis del Alma.

## Idioma y lugar de origen
La lengua de la versión copta es el sahídico con fuertes contaminaciones subacmímicas, como en todo el Códice II. La lengua de la composición del texto habría sido griega. Sus enlaces con el pensamiento de Filón hacen que se proponga Alejandría como un lugar probable de composición. También se ha propuesto Siria como lugar de composición en razón del ambiente lingüístico semita que se muestra en los nombres del creador maléfico del mundo (Saclas = el loco) y Yaldabaoth.

## Proceso de formación
El texto, en su estado actual es el resultado de la reedición cristiana de un texto originalmente judío. La mayoría de los comentaristas aceptan que el escrito griego subyacente al texto copto presenta varios estratos redaccionales, el último de los cuales, por lo menos, es cristiano. 
Los estratos más antiguos son por lo menos dos: el antropogónico y el teogónico, y podrían derivar de fuentes comunes al Evangelio apócrifo de Juan (Apócrifo de Juan) y sobre todo al Escrito sin Título (Tratado sobre el origen del mundo). 
La primera fuente se trataría de una versión reescrita del Génesis, considerada "Génesis verdadero", es decir un nuevo relato de la historia de Génesis desde un punto de vista gnóstico. La Hipóstasis, el Escrito sin título, y el Apócrifo de Juan, habrían utilizado esta misma fuente.
La segunda fuente, no tan claramente vinculada al Apócrifo de Juan, puede reconstruirse parcialmente por el análisis comparativo con el Escrito sin Título. De esa reconstrucción hipotética resultan los enlaces con la filosofía de Filón de Alejandría (principios del siglo I d. C.), gran exegeta y filósofo judío, sobre todo en relación con su doctrina de las dos hipóstasis de Dios, y la determinación de características diferentes para cada una.
Las fuentes comunes mencionadas podrían ser judías si se confirma la hipótesis de un judaísmo helenístico antiyavista y antinomista. En todo caso, se trata de una especulación teológica estrechamente ligada a la revelación bíblica y a los métodos midrásicos. 
El último redactor griego se apoya, ya secundariamente, en el Nuevo Testamento (Pablo), y probablemente agudiza los trazos negativos del universo arcóntico. 
El texto original dataría de principios del siglo II d. C. y la re- edición de finales de ese mismo siglo.

## Finalidad y contenido
El escrito se presenta como una instrucción sobre el tema de los dominadores (arcontes) de este mundo referidos por san Pablo. La intención expresa de este escrito (86.26 - 27) es enseñar la verdad sobre los poderes que tienen autoridad sobre este mundo. El relato empieza con el alarde del demiurgo, el arconte principal, en palabras atribuidas al Dios de la Biblia: «Yo soy el que soy, Dios no es nada separado mí». Puede agregarse como objetivo del tratadista cristiano la clarificación de la condición del hombre gnóstico (la raza de Set) y su conflictiva relación con los "príncipes de este mundo". Con este fin, el autor procede a una rectificación de la historia sagrada.

## Antropogonía
Después de una breve alusión al primer arconte, el tratadista pasa a la antropogonía. La creación del hombre es explicada a partir de los textos del Génesis interpretados con una técnica midráshica y ostentosamente rectificados. Los arcontes crean primero al hombre terrenal como una copia de su propio cuerpo y según la imagen divina. Después de nombrar varios animales y aves, los arcontes ponen a Adán en el Jardín del Edén, y tratan de tomar el espíritu que ha recibido de lo alto. Pero este espíritu se hace una mujer, "Madre de los vivientes" (89: 15). Los arcontes tratan de violarla, pero se convierte en un árbol, dejando que solamente un reflejo de sí sea profanado. Este reflejo es la "Mujer carnal" (90: 2), la bíblica, que se hace esposa de Adán.
La original, mujer dotada de espíritu se hace una serpiente ahora, y en esta forma enseña a Eva, diciéndole que coma del árbol del conocimiento del bien y el mal. Eva y Adán lo hacen y son expulsados del jardín como en el Génesis; la diferencia está en que aquí el arconte principal es un ser ignorante, celoso y temeroso. El autor conoce una especulación sobre la "ayuda" femenina que auxiliará a Adán, pero la desarrolla confusamente. El cotejo con Sobre el origen del mundo permite reconstruir las secuencias de la fuente original. La Eva psíquica levanta a Adán, y después la Eva espiritual, "viva semejanza de la divinidad", lo convierte en hombre espiritual.
Después de esto, se cuenta la historia de Caín y Abel, y Eva da a luz a Set. Como espirituales, Adán y Eva engendran a Set, que es el antepasado común de la raza gnóstica. Sin embargo, a diferencia de la versión de la historia contada en Génesis, Eva también pare una hija, Norea, que es en realidad la mujer espiritual del Jardín del Edén. Cuando, locos de celos, los arcontes tratan de destruir la humanidad, Norea pide refugio a Noé. Es en este momento que los arcontes tratan de violarla y pide ayuda (93: 1-2). Su llanto es respondido por la llegada del ángel Eleleth.
La raza gnóstica es salvada de la extinción por el arconte Sabaot, bajo cuyo poder quedará hasta la venida del Salvador (judaísmo recuperado).

## Teogonía
El argumento teogónico (origen de los arcontes) es abordado en segundo lugar y presentado como una revelación del ángel Elelet a Norea. El ciclo teogónico explica el origen del arconte a partir de la materia. En este momento, la voz del relato cambia a la primera persona, y el texto asume la forma de un discurso de revelación, donde el narrador pregunta a Eleleth sobre la naturaleza y el origen de los arcontes, sobre su propia naturaleza y sobre la cantidad del tiempo restante hasta la liberación escatológica de los "hijos de la luz" (97: 13-14).
En sus réplicas a las preguntas de Norea, le cuenta sobre la actividad creadora de Sofía, sobre el abandono de Samael (el demiurgo), hijo de Sabaot; sobre la actividad de Zoe (la "Vida"), hija de Sofía, y el arrepentimiento de Samael. Estas revelaciones últimas provienen de un origen diferente al del que abrió la Hipóstasis y no están totalmente de acuerdo entre sí. El texto concluye con una discusión sobre la venida del "Hombre Verdadero" (96: 33), el elegido, el que viene de la "Luz incorruptible" (96: 21).
La doctrina más importante de este pasaje es la distinción entre un arconte maligno, Yaldabaot, y un arconte converso, Sabaot, el Dios de los judíos. El tratado concluye con una evocación cristiana de la obra del Salvador.

## Un fragmento
Los arcontes se reunieron en asamblea y dijeron: "Vamos, tomemos tierra y creemos un hombre de barro". Y modelaron su criatura haciéndola completamente de tierra. Ahora bien, el cuerpo que tienen los arcontes es de mujer, es un [aborto] de rostro de animal. Así pues, tomaron [barro] de la tierra y modelaron [a su hombre] de acuerdo con el cuerpo de ellos mismos y [de acuerdo con la imagen] de Dios que se les había aparecido en las aguas. Entonces dijeron: "Vamos, apoderémonos (de esta semejanza) por medio de nuestra hechura, de manera que esta vea a su viva semejanza... y que la capturemos en nuestra hechura", sin comprender, a causa de su impotencia, el poder de Dios.
Y sopló en su rostro: entonces el hombre pasó a ser psíquico sobre la tierra por muchos días, y ellos no pudieron ponerlo en pie a causa de su impotencia. Como vendavales, perseveraron en el propósito de capturar aquella semejanza que se les había manifestado en las aguas, pero ignoraban la potencia de la semejanza.
Sin embargo, todo esto sucedió de acuerdo con la voluntad del Padre del todo.
Después de estos sucesos, el Espíritu vio al hombre psíquico sobre la tierra. El Espíritu partió de la tierra adamantina, descendió y habitó en él. Aquel hombre pasó a ser un alma viviente. Y le puso de nombre Adán, puesto que fue hallado arrastrándose sobre la tierra.

## Enlaces
En inglés: (enlace roto disponible en Internet Archive; véase el historial, la primera versión y la última).
El texto completo en castellano, con introducción: 
- Datos: Q1267838